# Ehlermann & Kuhlmann
Die Firma Ehlermann & Kuhlmann war zu Beginn der Industrialisierung im 19. Jahrhundert eine der ersten Stärke-Fabriken im Königreich Hannover.

## Geschichte

### Die Anfänge
Etwa zeitgleich mit dem Bau des ersten Centralbahnhofs in der Residenzstadt Hannover und der Eröffnung der ersten Strecken der Königlich Hannöverschen Staatseisenbahnen ab 1843 beispielsweise nach Lehrte gründeten der aus Bissendorf stammende Besitzer des Ritterguts Stemmen und Oberkommerzienrat Dietrich Heinrich Ehlermann gemeinsam mit Diedrich Heinrich Kuhlmann in Hannover eine Getreide-Handlung. Diese fand sich laut dem Adreßbuch der Königlichen Haupt- und Residenzstadt Hannover und ihrer Vorstädte für 1845 zunächst unter der an der Kreuzkirche gelegenen Adresse Kreuzkirchhof 646, nur wenig später unter der geänderten Hausnummer 8.
Ebenfalls 1845 fand sich in der Hannoverschen Zeitung vom 27. November das Inserat von Ehlermann & Kuhlmann zur Erweiterung ihres Unternehmens:

„In Verbindung mit unserem Getreide-Geschäfte haben wir am hiesigen Platze eine Weizen-Stärke-Fabrik errichtet …“

Kuhlmann hatte in der Vorstadt Hannovers in den Jahren 1845 und 1846 auf seinem eigenen Grundstück eine Stärkefabrik errichtet, deren Abwässer er jedoch ungeklärt in die umliegenden Bäche und Kanäle entsorgte, die daraufhin vergoren und einen „höchst penetranten unangenehmen Geruch“ verbreiteten. Die Anwohner, seinerzeit die umgangssprachlich „Gartenkosaken“ genannten Gartenleute, baten daher die institutionelle „Obrigkeit“ um Hilfe, woraufhin sich ein über mehrere Instanzen laufender Prozess mit Klage und Gegenklage entwickelte. Über das Gerichtsverfahren veröffentlichte der an der an Georg-August-Universität in Göttingen tätige Professor Heinrich Albert Zachariä eine Abhandlung, deren Inhalt wiederum im Magazin für hannoversches Recht publiziert wurde.

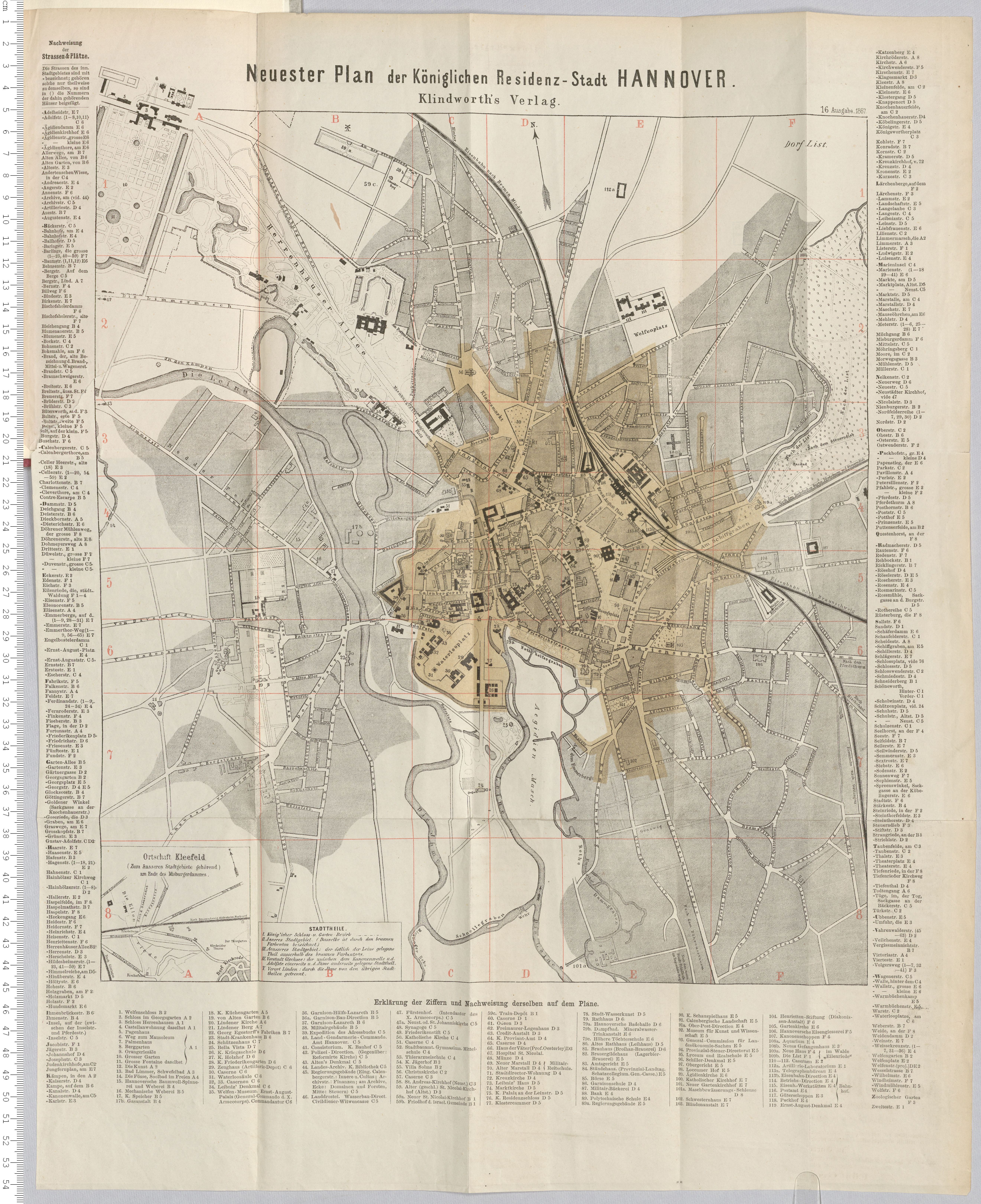
Neuester Plan der Königlichen Residenzstadt Hannover von 1868: Am Ende der Stärkestraße vor der Ihme findet sich der Fabrikumriss von Ehlermann & Kuhlmann;
im Planquadrat B 3 unten links

Als im September 1847 Kommerzienrat Ehlermann verstarb, verkündete der ehemalige Mitinhaber des Unternehmens in Absprache mit den Erben des Verstorbenen mittels der überregional erschienenen Deutschen Allgemeinen Zeitung im November 1847 die Übernahme der Geschäftsanteile und die Fortführung als Alleininhaber des weiterhin D. H. Ehlermann & Kuhlmann genannten Unternehmens. Offenbar war die Adresse in der Innenstadt Hannovers lediglich eine Handels- und Verkaufsadresse, denn zusätzlich erläuterte das von Karl Karmarsch redigierte Fabrikantenverzeichnis des Gewerbevereins für das Königreich Hannover von 1852: „Die früher in der Vorstadt Hannover in bedeutendem Umfange betriebenen Stärkefabrik von Kuhlmann ist im Jahre 1851 nach Linden verlegt“. In Linden produzierte zu jener Zeit bereits die „Stärkefabrik von Paulmann, welche mit 6 Arbeitern 1500 Ztnr. Stärke fabrizirt hat“. Spätestens 1854 verzeichnet eine Statistik für das Amt Linden eine bei Ehlerman & Kuhlmann „arbeitetende“ 6-PS-starke Dampfmaschine „mit Kondensation und Balancier. Einfacher Zylinderkessel. Steinkohlen“. Dagegen konnte sich Paulmann bis zur Ausrufung des Deutschen Kaiserreichs im Jahr 1871 offenbar jedoch nicht gegen den neuen Mitbewerber vor Ort behaupten, welcher im selben Jahr als alleiniger Stärkefabrikant in den Adressbüchern Hannovers genannt wurde. Zuvor fanden in den 1850er und 1860er Jahren unter der Verkaufsanschrift am Kreuzkirchhof 8 zudem auch die Erzeugnisse von Ehlermann & Kuhlmanns „Nudeln- und Macaronifabrik“ Erwähnung.

### Stärkestraße
1862 wurde nördlich der Limmerstraße im späteren hannoverschen Stadtteil Linden-Nord die nach der Stärkefabrik Ehlermann & Kuhlmann führende Stärkestraße angelegt. Der zuvor aus der Vorstadt Hannovers vertriebene Unternehmer nutzte den Standortvorteil und leitete nun im zuvor noch kaum bebauten Nedderfeld – ebenso wie vor ihm bereits der Kupferschmiedemeister Paulmann mit seiner Stärkefabrik vor Ort – seine „unerträglich“ stinkenden Abwasser ohne jedwede Klärung direkt in den Fluss Ihme.
Der bei Klindworth’s Verlag 1868 erschienene Neueste Plan der Königlichen Residenzstadt Hannover zeigte das Grundstück und den Umriss der Fabrik am Ende der Stärkestraße vor der Ihme auf.
Zu Beginn der Gründerzeit des Deutschen Kaiserreichs verarbeitete die Stärkefabrik Ehlermann & Kuhlmann im Jahr 1871 rund 18.000 Zentner Weizen, der zum großen Teil von Bauern aus der mittlerweile preußischen Provinz Hannover bezogen wurde, aber auch aus dem Herzogtum Braunschweig sowie in geringen Mengen auch aus Mecklenburg, Holstein und der Provinz Schlesien.
Doch nur wenig später wurde das Unternehmen aufgegeben: Am 23. März 1873 war in der in Berlin erschienenen Beilage zum Kladderadatsch folgende Offerte zu lesen:

„Verkauf … Wegen Aufgabe unserer Weizen-Stärke-Fabrik beabsichtigen wir das ganze Inventar derselben möglichst schnell zusammen oder auch einzeln unter der Hand zu verkaufen, Linden b. Hannover, den 8. März 1873.
D. H. Ehlermann & Kuhlmann“